# Taphromysis villalobosi
Taphromysis villalobosi is een aasgarnalensoort uit de familie van de Mysidae. De wetenschappelijke naam van de soort is voor het eerst geldig gepubliceerd in 1988 door Escobar-Briones & Soto.